# Friderika Lujza porosz királyné
Friderika Lujza porosz királyné, született Friderika Lujza hessen-darmstadti hercegnő (Prenzlau, 1751. október 16. – Berlin, 1805. február 25.) porosz királyné, II. Frigyes Vilmos porosz király második felesége.

## Származása
Friderika Lujza hercegnő IX. Lajos hessen–darmstadti tartománygróf (1719–1790) és Henrietta Karolina pfalz–zweibrückeni hercegnő (1721–1774) második leánya volt. 

## Élete

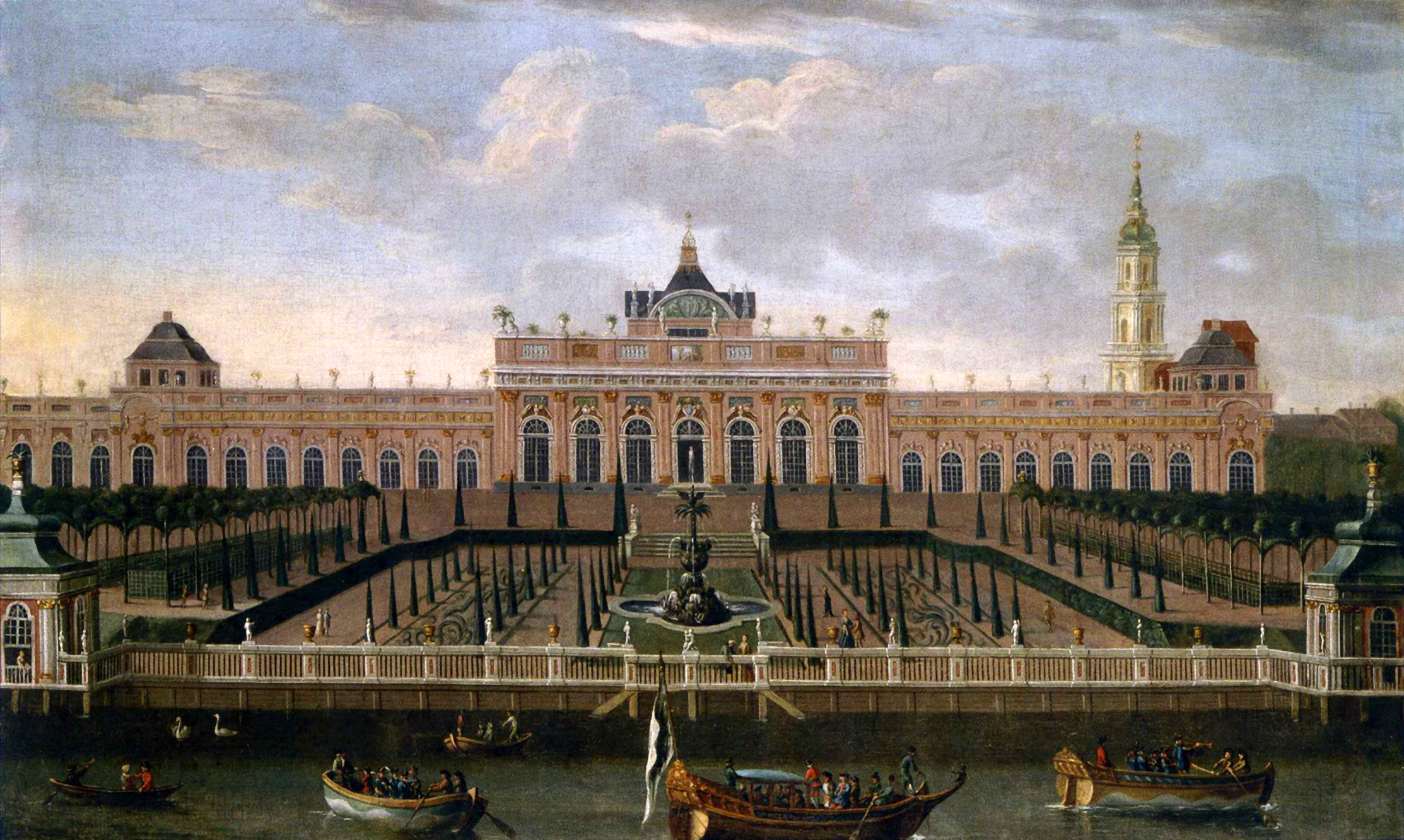
Monbijou kastély

Mint királyné a berlini Monbijou kastélyban élt. 1788-tól a nyári rezidenciája Freienwaldeban volt.

## Házassága
1769.  július 14-én Friderika Lujza  feleségül ment Frigyes Vilmos herceghez, a Porosz Királyság trónörököséhez, aki 1769 áprilisában elvált az első feleségétől, Erzsébet Krisztina Ulrika braunschweig-wolfenbütteli hercegnőtől (1746–1840).

## Gyermekei
- Frigyes Vilmos (1770–1840), 1797-től III. Frigyes Vilmos király
- Christine (1772–1773), kisgyermekként meghalt.
- Frigyes Lajos („Prinz Louis” (1773–1796), aki 1793-ban Friderika mecklenburg-strelitzi hercegnőt vette feleségül.
- Vilma (1774–1837), aki 1791-ben I. Vilmos holland király felesége lett.
- Auguszta (1780–1841), 1797-től II. Vilmos hesseni választófejedelem (1777–1847) felesége.
- Henrik királyi herceg (1781–1846), a porosz Johannita lovagrend nagymestere.
- Vilmos (1783–1851), aki 1804-ben Mária Anna Amália hessen-homburgi tartománygrófnőt (1785–1846) vette feleségül.

## Külső hivatkozások
- Ernst Lehndorff, Wieland Giebel (Hrsg.): Die Tagebücher des Grafen Lehndorff. S. 536 f.

## Fordítás
Ez a szócikk részben vagy egészben  a   Friederike Luise von Hessen-Darmstadt című német Wikipédia-szócikk fordításán alapul.  Az eredeti cikk szerkesztőit annak laptörténete sorolja fel. Ez a jelzés csupán a megfogalmazás eredetét és a szerzői jogokat jelzi, nem szolgál a cikkben szereplő információk forrásmegjelöléseként.